# Borutin
Borutin (1936–1945 Streitkirch) polnisch Borucin, tschechisch Bořutín,  ist ein Ort in der Stadt- und Landgemeinde Kranowitz im Powiat Raciborski der Woiwodschaft Schlesien in Polen.

## Geografie
Borutin liegt zwölf Kilometer südlich von Racibórz, an der Landesgrenze zu Tschechien. Nachbarorte sind im Westen an Kranowitz, im Osten Bolesław, im Norden an Bojanow und im Südwesten an Chuchelná.

## Geschichte

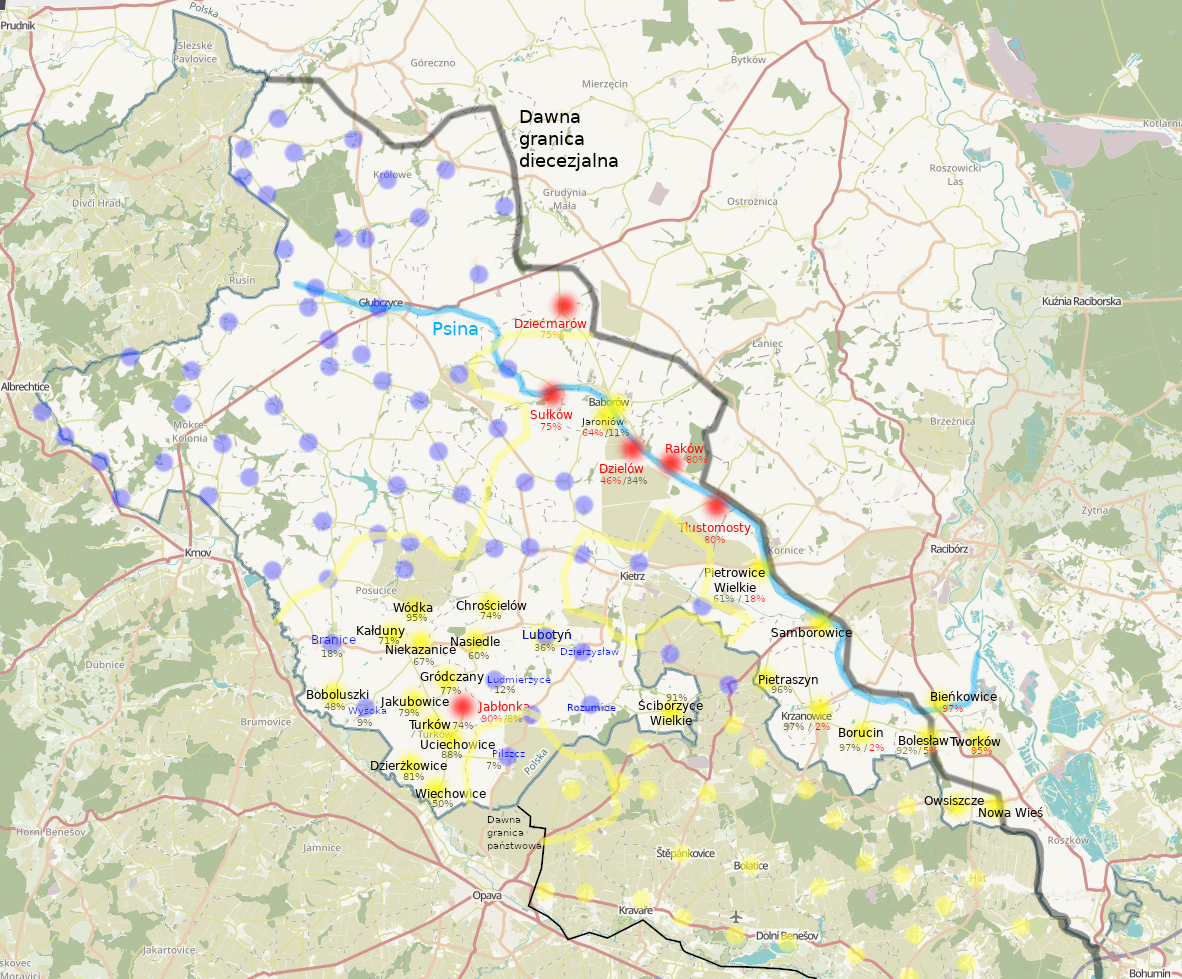
Polnisches Mähren und Lachische Sprache im frühen 20. Jahrhundert

Die erste urkundliche Erwähnung des Ortes stammt vom 25. Mai 1302. Darin wird mitgeteilt, Herbort von Füllstein, Truchsess des Olmützer Bischofs Bruno von Schauenburg, habe der Parochie Kranowitz drei Morgen Ackerland beim Dorf Borutin geschenkt. Ende des 14. Jahrhunderts wurde als Ortsname Borutswerder verwendet, was auf eine deutschrechtliche Besiedlung hindeutet. In der nachfolgenden Zeit wechselten die Besitzer von Borutin mehrmals. Ende des 16. Jahrhunderts ließ der Besitzer des Dorfes, Johann Bravansky von Chobrzan, eine kleine, Johannes dem Täufer geweihte Kirche erbauen, die 1591 durch den Olmützer Fürstbischof Stanislaus Pavlovský von Pavlovitz geweiht wurde. Sie diente später auch seinen Nachfolgern, der Familie Lichnowsky, als Grablege. Ende des 18. Jahrhunderts verlegte die Familie von Lichnowsky ihren Wohnsitz in das benachbarte Kuchelna. Nach einer Totenmesse am 12. Juni 1775 für die in Borutin beigesetzten Angehörigen wurden diese exhumiert und in Pischtsch bzw. Kranowitz bestattet. Es war wahrscheinlich die letzte Kulthandlung vor dem Abriss.
Nach dem Ersten Schlesischen Krieg 1742 fiel Borutin mit dem größten Teil Schlesiens an Preußen und wurde 1818 dem Kreis Ratibor eingegliedert – davor hatte es dem Kreis Leobschütz angehört. Die erste Schule wurde in Borutin 1822 errichtet. Die heutige St.-Augustinus-Kirche wurde 1906 im neugotischen Stil erbaut und geweiht.
Im Jahr 1910 waren 97 % der Einwohner tschechischsprachig (in einer Form der Lachischen Sprache). Bis heute hat das Dorf die mährische Kultur weitgehend behalten.
Bei der Volksabstimmung in Oberschlesien 1921 wurden in Borutin 793 Stimmen (97,5 %) für den Verbleib bei Deutschland und 20 (2,5 %) für den Anschluss an Polen abgegeben – Borutin blieb bei Deutschland.
Nach der Machtergreifung 1933 führten die Nationalsozialisten Umbenennungen von Ortsnamen slawischen Ursprungs durch. 1936 wurde Borutin in Streitkirch umbenannt.
Das Dorf hatte auf dem Höhepunkt seiner Entwicklung nahezu 2000 Einwohner. Nach einer Aussiedler und Spätaussiedler Umsiedlung vieler junger Familien  nach Deutschland in den 1980er und 1990er Jahren schrumpfte die Bevölkerung auf etwas über 1000. Nach dem Zweiten Weltkrieg wurde in Borutin eine Heimatstube durch Kornelia Lach eingerichtet.
Heute gehört Borutin der Gemeinde Kranowitz an, die die Gemeinde mit der anteilsmäßig größten Deutschen Minderheit in der Woiwodschaft Schlesien ist. Im Jahre 2008 wurden zusätzliche amtliche Ortsnamen in deutscher Sprache eingeführt.

## Sehenswürdigkeiten
- Schulgebäude, errichtet 1899

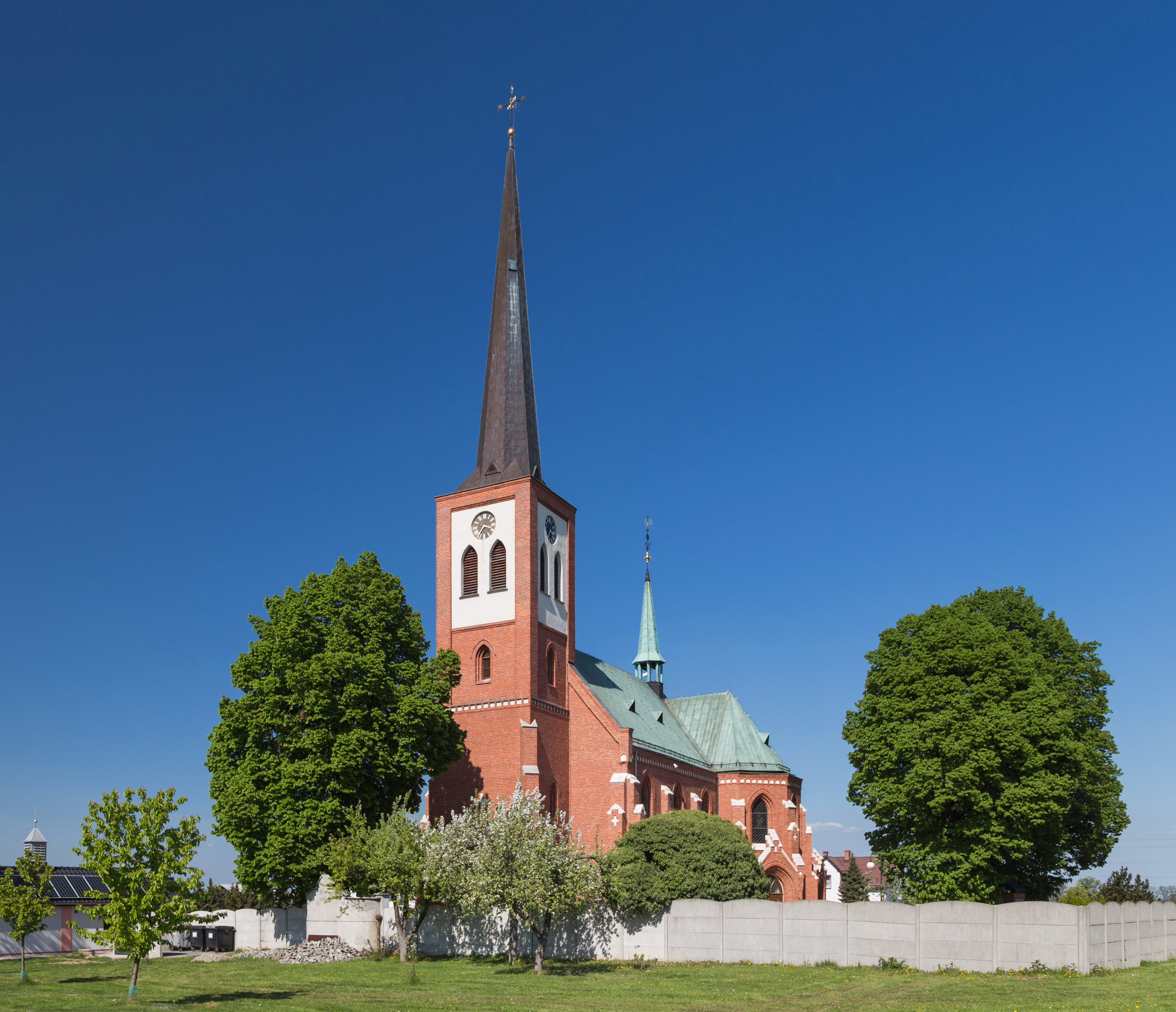
St.-Augustinus-Kirche

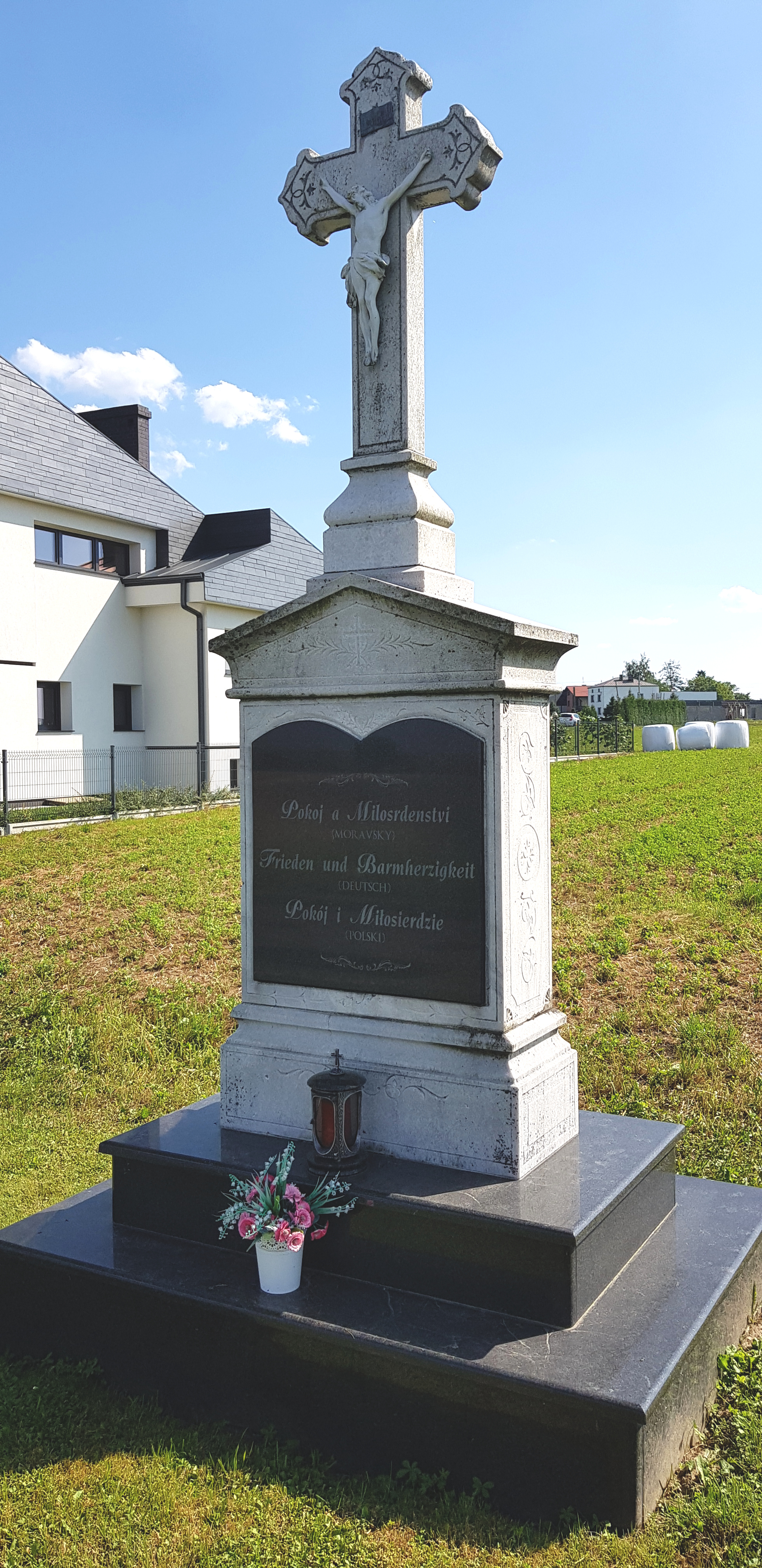
Mährisch-deutsch-polnisches Kreuz in Borucin

- Neugotische Kirche St. Augustinus, errichtet 1905. Im Dachreiter befindet sich die Glocke aus der ehemaligen Johanneskirche.
- Kapelle von 1911 am Gebäude der alten Schule
- Denkmal für die Gefallenen beider Weltkriege
- Auf dem Friedhof befinden sich die Ölbergkapelle, die Lourdes-Grotte und ein Marmorkreuz
- Pfarrhaus von 1910
- Dorfmuseum
- Getreidespeicher aus dem 18. Jahrhundert

### Einwohnerentwicklung
Die Einwohnerzahlen Borutins:
| Jahr | Einwohner |
| ---- | --------- |
| 1822 | 469       |
| 1830 | 537       |
| 1844 | 853       |
| 1855 | 899       |

| Jahr | Einwohner |
| ---- | --------- |
| 1861 | 971       |
| 1910 | 1254      |
| 1933 | 1518      |
| 1939 | 1611      |